# Nicola (vescovo di Caserta)
Nicola (... – 1137 circa) è stato un vescovo cattolico italiano di Caserta, storicamente documentato nel 1130.
È definito "vir egregius" da Ferdinando Ughelli mentre "vir moderatus" in un'epigrafe sulla cattedrale di Casertavecchia.

## Il culto di San Michele Arcangelo
Viene ricordato soprattutto perché diffuse il culto di San Michele Arcangelo a cui è dedicata la cattedrale della diocesi e che è tuttora patrono della diocesi. Continuò i lavori della cattedrale che aveva iniziato il suo predecessore dedicata appunto alla figura dell'arcangelo molto venerato soprattutto nella zona dei monti Tifatini sin dall'epoca longobarda.

## Le epigrafi della Cattedrale di San Michele
Il vescovo Nicola viene ricordato sulle epigrafi che sono sulle porte di entrata.
Sulla porta minore di destra si legge:
Che possiamo tradurre come: "Lavorano alacramente come possono l'architetto e il vescovo Nicola ma favorisce ambedue Michele venerabile ovunque".
Sulla porta a sinistra si legge:
Traducibile come: "Dopo il pontificato di Rainulfo tenne la cattedra Nicola uomo moderato che incoraggiato dall'opera del predecessore, che aveva iniziato la parte destra, completò questa costruzione e iniziò le cose rimanenti".

## Cronologia
Le date di inizio e fine del suo vescovado sono indicative. Si presume che sia stato eletto subito dopo il suo predecessore e morto all'incirca nel 1137.
La data di morte soprattutto non è precisa perché alcune fonti affermano che sia vissuto solo pochi anni dopo la sua elezione. Le date sono suggerite più che altro dalla costruzione della cattedrale
L'unica data certa è il 1130. In questa data ricevette a marzo il dominio temporale di alcuni beni nella Terra di Lagno da parte di Roberto di Medania, conte di Sessa Aurunca e "Suessolanorum Senior".
Si ha notizia anche di 4 cenobiti dal monastero di San Guglielmo di Vercelli (oggi Abbazia di Montevergine) ricevuti a Caserta per aprire un piccolo monastero a Maddaloni, su richiesta degli stessi cittadini fatta a papa Innocenzo II.

## Episcopus Kalatus
Nel memoriale del notar Zibullus De Zebullis viene ancora chiamato Episcopus Kalatus, nonostante il vescovado di Caserta fosse esistente da anni.